# Хенли, Уильям
Уильям Эрнст Хенли (англ. William Ernest Henley; 23 августа 1849, Глостер, Глостершир, Соединённое королевство Великобритании и Ирландии — 11 июля 1903, Уокинг, Суррей, там же) — английский поэт, критик и издатель, более всего известный стихотворением 1875 года «Invictus». Друг писателя Роберта Л. Стивенсона, один из возможных прототипов персонажа его романа «Остров сокровищ» — Джона Сильвера. Его единственная дочь, Маргарет Эмма Хенли (1888-1894) была прототипом Венди Дарлинг, героини книг о Питере Пэне.

## Жизнь и карьера
Уильям Хенли родился в Глостере и был самым старшим из шести детей. Его отец, книготорговец, Уильям, умер в 1868 году, оставив после себя многочисленные долги. Мать, Мэри Морган, была потомком поэта и критика Джозефа Уортона. В 1861—1867 годах Хенли учился в школе «Крипт Грэммар» (основанной в 1539 году).
С двенадцатилетнего возраста Хенли страдал от туберкулёза кости, который в 1868-69 годах привёл к ампутации левой ноги до колена. Согласно письмам Роберта Л. Стивенсона именно его друг Хенли послужил одним из прообразов Джона Сильвера, одного из центральных персонажей романа «Остров сокровищ». Приёмный сын Стивенсона, Ллойд Осборн отзывается о Хенли как о «… здоровенном широкоплечем малом, обладателе неугомонного темперамента, рыжей бороды и костыля; жизнерадостном, невероятно умном, чей раскатистый смех звучал как музыка…». В письме Хенли после публикации «Острова сокровищ» Стивенсон писал: «Признаюсь, именно зрелище твоей увечной мощи и властности породило Джона Сильвера… идея человека, способного повелевать и устрашать одним лишь звуком своего голоса, полностью обязана своим появлением тебе».
Уильям Хенли умер от туберкулёза в 1903 году в возрасте 53 лет.

## Сочинения

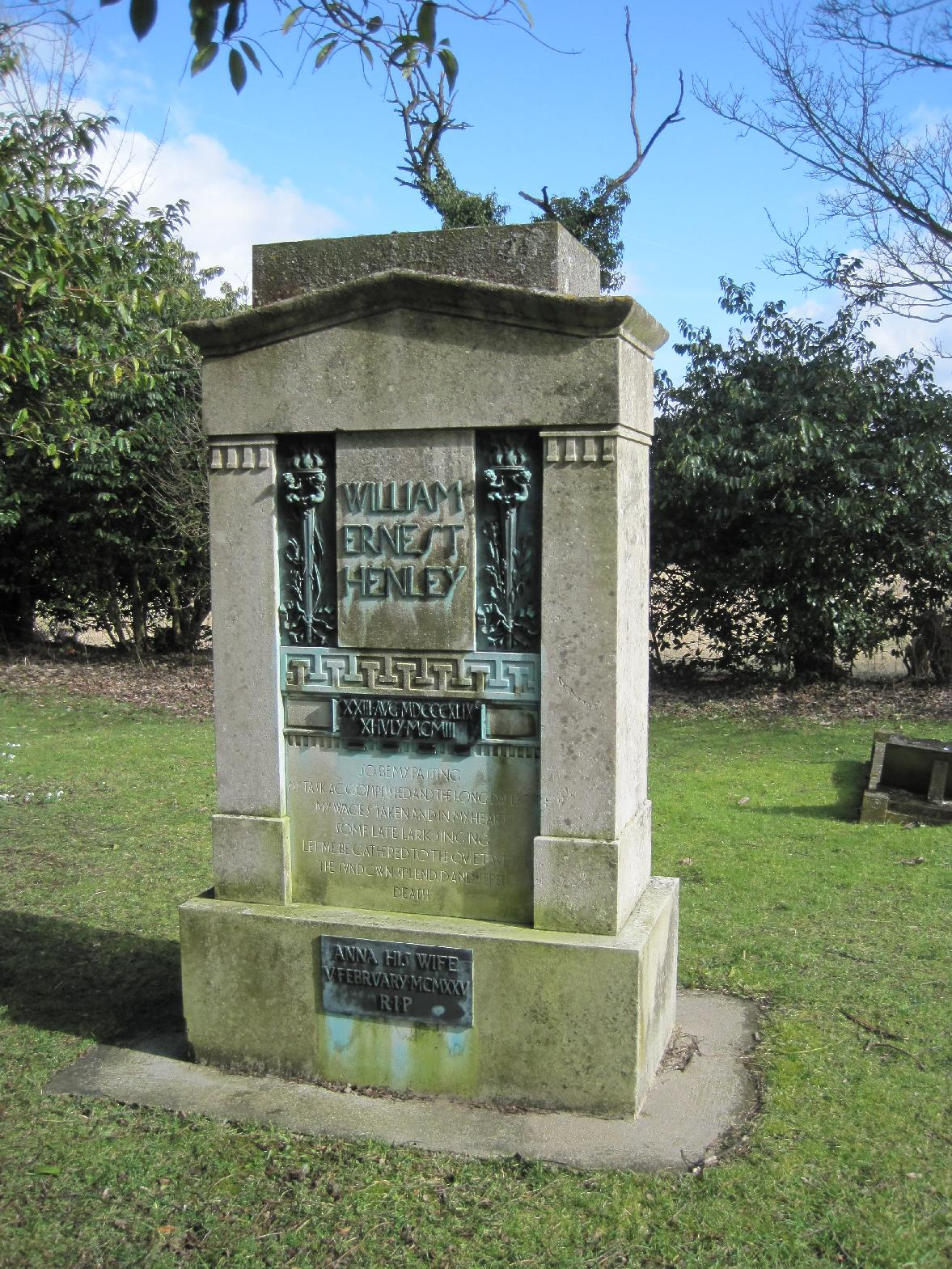
Могила Хенли

Вероятно, самым знаменитым его произведением стало стихотворение «Invictus» (с лат. — «Непобедимый»), написанное в 1875 году. Считается, что оно послужило для автора своего рода манифестом жизненной стойкости после ампутации ноги. Примечательны и стихотворения из сборника «В больнице» в качестве одного из самых ранних образцов использования верлибра в английской поэзии. Совместно с Дж. С. Фармером Хенли редактировал семитомный словарь английского сленга. Эта работа вдохновила его на перевод двух стихотворений Франсуа Вийона на английский воровской сленг.
В 1890 году Хенли опубликовал «Наблюдения и обзоры», сборник критических статей, который он назвал «чем-то вроде лоскутной мозаики из барахла, собранного за четырнадцать лет журналисткой работы». В 1892 году он опубликовал второй поэтический сборник, названный по первому стихотворению «Песнь меча» (далее был переименован в «Лондонские импровизации»).